# Humppila

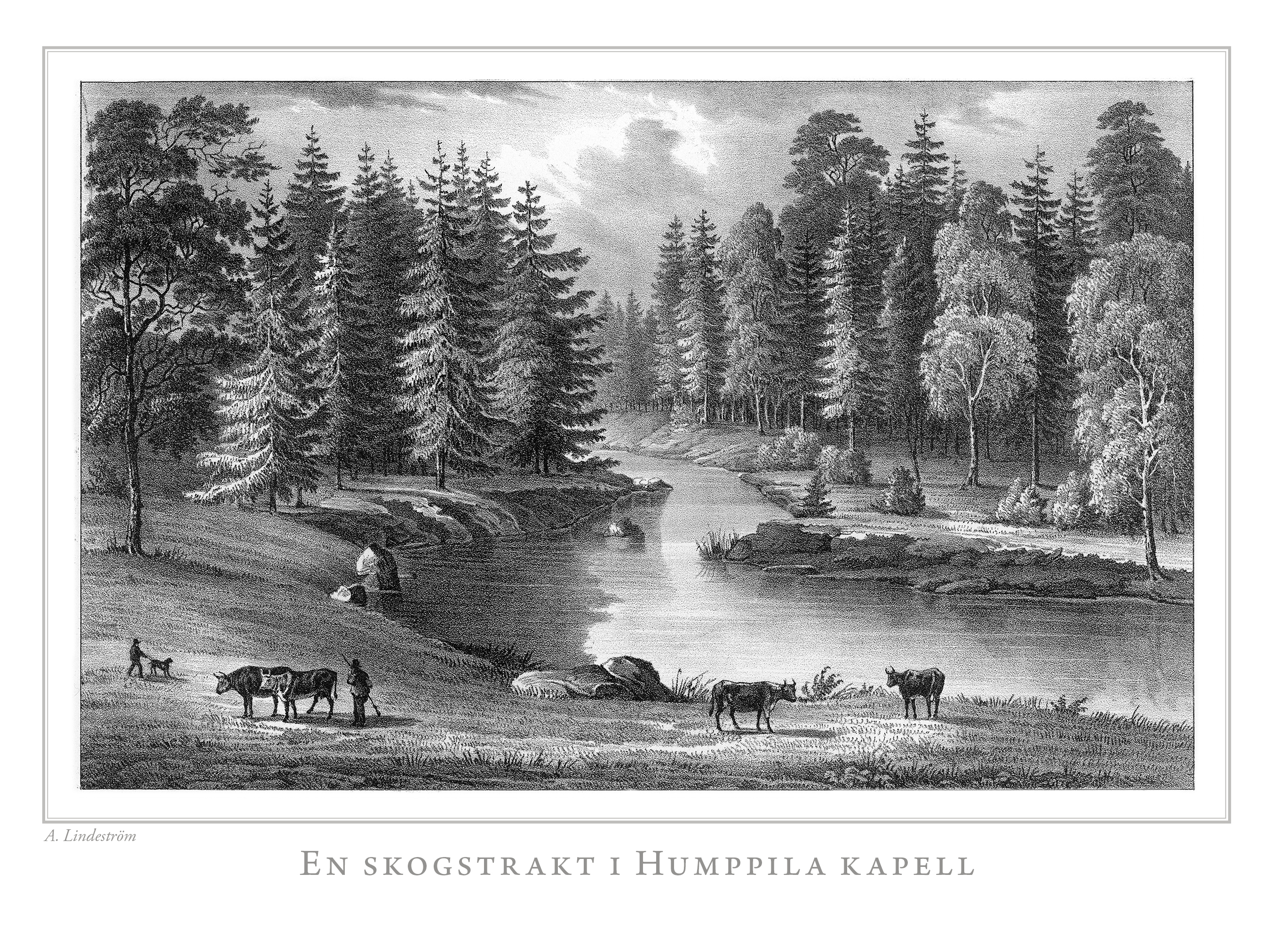
Litografi av Humppila i Finland framstäldt i teckningar utgiven 1845-1852.

Humppila är en kommun i landskapet Egentliga Tavastland i Finland. Humppila har 2 166 invånare (2021), på en yta av 148,6 km².
Humppila är enspråkigt finskt.

## Politik

### Mandatfördelning i Humppila kommun, valen 1976–2021
| 6 | 4 | 1 | 7 | 3 |

| 5 | 4 | 1 | 6 | 1 | 4 |

| 4 | 5 | 2 | 7 | 3 |

| 4 | 5 | 1 | 7 | 4 |

| 4 | 5 | 2 | 7 | 3 |

| 3 | 5 | 1 | 8 | 4 |

| 2 | 6 | 1 | 9 | 3 |

| 2 | 7 | 9 | 3 |

| 13 | 8 |

| 2 | 6 | 9 | 4 |

| 12 | 9 |

| 1 | 5 | 2 | 2 | 8 | 3 |

| 11 | 10 |

| 1 | 6 | 1 | 8 | 5 |

| 12 | 9 |

| 1 | 5 | 1 | 3 | 7 | 4 |

| 13 | 8 |

## Demografi

### Befolkningsutveckling
| Befolkningsutvecklingen i Humppila kommun 1975–2020                                                          | Befolkningsutvecklingen i Humppila kommun 1975–2020 | Befolkningsutvecklingen i Humppila kommun 1975–2020 | Befolkningsutvecklingen i Humppila kommun 1975–2020 | Befolkningsutvecklingen i Humppila kommun 1975–2020 |
| --- | --------------------------------------------------- | --------------------------------------------------- | --------------------------------------------------- | --------------------------------------------------- |
| |                                                     |                                                     |                                                     |                                                     |
| År |                                                     |                                                     | Folkmängd                                           |                                                     |
| 1975 | 1975                                                |                                                     | 2 763                                               |                                                     |
| 1980 | 1980                                                |                                                     | 2 779                                               |                                                     |
| 1985 | 1985                                                |                                                     | 2 733                                               |                                                     |
| 1990 | 1990                                                |                                                     | 2 707                                               |                                                     |
| 1995 | 1995                                                |                                                     | 2 679                                               |                                                     |
| 2000 | 2000                                                |                                                     | 2 586                                               |                                                     |
| 2005 | 2005                                                |                                                     | 2 600                                               |                                                     |
| 2010 | 2010                                                |                                                     | 2 506                                               |                                                     |
| 2015 | 2015                                                |                                                     | 2 388                                               |                                                     |
| 2020 | 2020                                                |                                                     | 2 174                                               |                                                     |
| Anm: Uppgifterna avser förhållandena den 31 december nämnda år enligt områdesindelningen den 1 januari 2022. |                                                     |                                                     |                                                     |                                                     |

### Språk
Befolkningen efter språk (modersmål) den 31 december 2022. Finska, svenska och samiska räknas som inhemska språk då de har officiell status i landet. Resten av språken räknas som främmande. För språk med färre än 10 talare är siffran dold av Statistikcentralen på grund av sekretesskäl.
| Språk                        | Talare 2022-12-31 | Talare 2022-12-31 |
| Språk                        | Antal             | Andel (%)         |
| ---------------------------- | ----------------- | ----------------- |
| Hela befolkningen            | 2 161             | 100,0             |
| Inhemska språk totalt        | 2 115             | 97,9              |
| Finska                       | 2 112             | 97,7              |
| Svenska                      | 3                 | 0,1               |
| Främmande språk totalt       | 46                | 2,1               |
| Estniska                     | 21                | 1,0               |
| Språk med färre än 10 talare | 25                | 1,2               |

|  | Finska (97,7 %) |

|  | Svenska (0,1 %) |

|  | Främmande språk (2,2 %) |

|  | Finska (97,7 %) |

|  | Svenska (0,1 %) |

|  | Främmande språk (2,2 %) |